# Piper manausense
Piper manausense är en pepparväxtart som beskrevs av Truman George Yuncker. Piper manausense ingår i släktet Piper och familjen pepparväxter. Inga underarter finns listade i Catalogue of Life.